# Coptopteryx claraziana
Coptopteryx claraziana är en bönsyrseart som beskrevs av Henri Saussure 1869. Coptopteryx claraziana ingår i släktet Coptopteryx och familjen Mantidae. Inga underarter finns listade i Catalogue of Life.